# ウラ嵐BEST
『ウラ嵐BEST』（ウラアラベスト）は、日本の男性アイドルグループ・嵐のカップリング・ベスト。2021年7月16日にジェイ・ストームから配信された。

## 概要
ライブDVD/Blu-ray『アラフェス2020 at 国立競技場』の発売を記念して作られた初の配信限定アルバムであり、ベスト・アルバム（カップリング・ベスト）。
これまで未配信だった「Journey to Harmony」を除く全てのカップリング曲、アルバムの初回限定盤収録曲、ボーナストラックなど計129曲を収録。
アルバムとしては2020年発売の『This is 嵐』以来9ヶ月ぶり、ベスト・アルバムとしては2019年発売の『5×20 All the BEST!! 1999-2019』以来2年ぶり、カップリング・ベストとしては2012年発売の『ウラ嵐マニア』以来9年ぶりとなる。また、活動休止後初のアルバムである。
7月2日0時より『5×20 All the BEST!! 1999-2019 (Special Edition)』と同時にiTunes Storeでの予約注文が開始された。
7月6日から7月14日まで公式Twitterにてメンバーが1タイトルにつき1曲をピックアップして紹介する企画「嵐のウラ嵐BEST」が行われた。

## 収録曲

### ウラ嵐BEST 1999-2007

#### Disc 1
1. 明日に向かって [4:32]
  - 1stシングル『A・RA・SHI』カップリング曲
2. 明日に向かって吠えろ [5:20]
  - 3rdシングル『台風ジェネレーション -Typhoon Generation-』カップリング曲
3. OK! ALL RIGHT! いい恋をしよう [4:32]
  - 4thシングル『感謝カンゲキ雨嵐』カップリング曲
4. はなさない! [4:59]
  - 5thシングル『君のために僕がいる』カップリング曲
5. 恋はブレッキー [4:34]
  - 6thシングル『時代』カップリング曲
6. 道 [0:54]
  - 9thシングル『PIKA☆NCHI』初回限定盤カップリング曲
7. 冬のニオイ [5:10]
  - 10thシングル『とまどいながら』カップリング曲
8. 君がいいんだ [5:08]
  - 10thシングルカップリング曲
9. コイゴコロ [4:58]
  - 10thシングルカップリング曲
10. 五里霧中 [3:32]
  - 12thシングル『PIKA★★NCHI DOUBLE』カップリング曲
11. 道 DOUBLE Ver. [0:54]
  - 12thシングル初回限定盤カップリング曲
12. スケッチ [5:48]
  - 4thアルバム『いざッ、Now』通常盤付属応募券当選CD収録曲
13. Hey Hey Lovin' You [4:48]
  - 13thシングル『瞳の中のGalaxy/Hero』通常盤カップリング曲
14. 手つなごぉ [4:31]
  - 14thシングル『サクラ咲ケ』カップリング曲
15. イチオクノホシ [4:31]
  - 15thシングル『WISH』カップリング曲
16. 二人の記念日 [4:47]
  - 15thシングル初回限定盤カップリング曲

#### Disc 2
1. 春風スニーカー [4:41]
  - 16thシングル『きっと大丈夫』カップリング曲
2. NA! NA! NA!! [3:15]
  - 16thシングル通常盤カップリング曲
3. Kissからはじめよう [4:28]
  - 17thシングル『アオゾラペダル』カップリング曲
4. 夏の終わりに想うこと [4:01]
  - 17thシングル通常盤カップリング曲
5. いつまでも [4:59]
  - 18thシングル『Love so sweet』カップリング曲
6. ファイトソング [3:24]
  - 18thシングル初回限定盤カップリング曲
7. Di-Li-Li [4:14]
  - 19thシングル『We can make it!』カップリング曲
8. Future [3:41]
  - 19thシングル初回限定盤カップリング曲
9. Song for me [4:18] - 大野智
  - 7thアルバム『Time』初回限定盤収録曲
10. Friendship [4:34] - 相葉雅紀
  - 7thアルバム初回限定盤収録曲
11. 虹 [4:24] - 二宮和也
  - 7thアルバム初回限定盤収録曲
12. Can't Let You Go [4:24] - 櫻井翔
  - 7thアルバム初回限定盤収録曲
13. Yabai-Yabai-Yabai [3:52] - 松本潤
  - 7thアルバム初回限定盤収録曲
14. Still... [4:17]
  - 20thシングル『Happiness』カップリング曲

櫻井翔のウラ嵐BESTに選ばれた[12]。
15. Snowflake [3:37]
  - 20thシングル初回限定盤カップリング曲

### ウラ嵐BEST 2008-2011

#### Disc 1
1. 冬を抱きしめて [4:31]
  - 21stシングル『Step and Go』通常盤カップリング曲
2. COOL & SOUL for DOME07 [4:42]
  - 21stシングルSpecial Cu[9]bic Boxカップリング曲
3. Hello Goodbye [3:53] - 相葉雅紀
  - 8thアルバム『Dream "A" live』初回限定盤収録曲
4. Gimmick Game [3:33] - 二宮和也
  - 8thアルバム初回限定盤収録曲
5. Take me faraway [4:29] - 大野智
  - 8thアルバム初回限定盤収録曲
6. Naked [5:16] - 松本潤
  - 8thアルバム初回限定盤収録曲
7. Hip Pop Boogie [4:10] - 櫻井翔
  - 8thアルバム初回限定盤収録曲
8. Green [5:23]
  - 4thベスト・アルバム『ウラ嵐マニア』収録曲
9. FINAL Remix feat.WISH, Love so sweet & One Love [4:52]
  - 22ndシングル『One Love』初回限定盤カップリング曲
10. How to fly [3:48]
  - 22ndシングル通常盤カップリング曲
11. スマイル [3:35]
  - 23rdシングル『truth/風の向こうへ』通常盤カップリング曲
12. Re(mark)able [4:33]
  - 写真集『ARASHI IS ALIVE!』付属CD収録曲
13. 僕が僕のすべて [4:28]
  - 24thシングル『Beautiful days』カップリング曲
14. 忘れられない [4:11]
  - 24thシングル通常盤カップリング曲
15. 曇りのち、快晴 [4:14] - 矢野健太 starring Satoshi Ohno
  - 25thシングル『Believe/曇りのち、快晴』の2曲目
16. トビラ [4:18]
  - 25thシングル通常盤カップリング曲
17. season [4:35]
  - 27thシングル『Everything』カップリング曲

二宮和也のウラ嵐BESTに選ばれた[12]。

#### Disc 2
1. 時計じかけのアンブレラ [3:52]
  - 28thシングル『マイガール』カップリング曲
2. スーパーフレッシュ [3:56]
  - 28thシングル通常盤カップリング曲
3. 揺らせ、今を [4:25]
  - 29thシングル『Troublemaker』カップリング曲
4. もう一歩 [3:41]
  - 29thシングル通常盤カップリング曲
5. スパイラル [4:34]
  - 30thシングル『Monster』カップリング曲
6. over [4:54]
  - 32ndシングル『Løve Rainbow』カップリング曲
7. タイムカプセル [4:53]
  - 33rdシングル『Dear Snow』通常盤カップリング曲
8. あの日のメリークリスマス [4:22]
  - 34thシングル『果てない空』カップリング曲
9. STORY [4:01]
  - 34thシングル通常盤カップリング曲
10. maboroshi [4:59]
  - 34thシングル通常盤カップリング曲
11. ever [4:40]
  - 35thシングル『Lotus』カップリング曲
12. Boom Boom [4:08]
  - 35thシングル通常盤カップリング曲
13. エナジーソング～絶好調超!!!!～ [3:46]
  - 10thアルバム『Beautiful World』セブンネットオリジナル盤収録曲
14. 消えぬ想い [4:03]
  - 36thシングル『迷宮ラブソング』初回限定盤カップリング曲
15. together, forever [4:43]
  - 36thシングル通常盤カップリング曲
16. うたかた [4:04]
  - 36thシングル通常盤カップリング曲
17. wanna be... [3:28]
  - 36thシングル通常盤カップリング曲

### ウラ嵐BEST 2012-2015

#### Disc 1
1. How Can I Love [4:05]
  - 37thシングル『ワイルド アット ハート』初回限定盤カップリング曲
2. ついておいで [4:13]
  - 37thシングル通常盤カップリング曲
3. ふたりのカタチ [4:44]
  - 37thシングル通常盤カップリング曲
4. ひとりじゃないさ [5:00]
  - 38thシングル『Face Down』初回限定盤カップリング曲
5. 目指した未来へ [4:37]
  - 38thシングル通常盤カップリング曲
6. 君がいるから [3:51]
  - 39thシングル『Your Eyes』初回限定盤カップリング曲
7. 花火 [3:46]
  - 39thシングル通常盤カップリング曲
8. voice [4:28]
  - 39thシングル通常盤カップリング曲

相葉雅紀のウラ嵐BESTに選ばれた[13]。
9. オーライ!! [3:41]
  - 40thシングル『Calling/Breathless』通常盤カップリング曲
10. full of love [3:47]
  - 40thシングル通常盤カップリング曲
11. Magic hour [4:01]
  - 41stシングル『Endless Game』初回限定盤カップリング曲
12. Intergalactic [4:50]
  - 41stシングル通常盤カップリング曲
13. モノクロ [4:14]
  - 41stシングル通常盤カップリング曲
14. Road to Glory [3:57]
  - 42ndシングル『Bittersweet』カップリング曲
15. Sync [4:45]
  - 42ndシングル通常盤カップリング曲
16. もっと、いまより [3:43]
  - 42ndシングル通常盤カップリング曲

#### Disc 2
1. Fly [3:31]
  - 43rdシングル『GUTS !』初回限定盤カップリング曲
2. 君が笑えるように [4:41]
  - 43rdシングル通常盤カップリング曲
3. Love Wonderland [4:05]
  - 43rdシングル通常盤カップリング曲
4. おかえり [4:43]
  - 44thシングル『誰も知らない』初回限定盤カップリング曲
5. Keep on tryin' [4:21]
  - 44thシングル通常盤カップリング曲
6. ミラクル・サマー [4:19]
  - 44thシングル通常盤カップリング曲
7. Rise and Shine [4:29]
  - 45thシングル『Sakura』初回限定盤カップリング曲
8. 同じ空の下で [4:33]
  - 45thシングル通常盤カップリング曲
9. more and more [3:59]
  - 45thシングル通常カップリング曲
10. Dandelion [3:29]
  - 46thシングル『青空の下、キミのとなり』初回限定盤カップリング曲
11. この手のひらに [3:48]
  - 46thシングル通常盤カップリング曲
12. 何度だって [4:21]
  - 46thシングル通常盤カップリング曲
13. ユメニカケル [4:46]
  - 47thシングル『愛を叫べ』カップリング曲
14. Mr.Lonely [3:43]
  - 47thシングル初回限定盤カップリング曲
15. It's good to be bad [4:44]
  - 47thシングル通常盤カップリング曲
16. I say [3:41]
  - 47thシングル通常盤カップリング曲
17. 日本よいとこ摩訶不思議 covered by 嵐 [2:55]
  - 14thアルバム『Japonism』よいとこ盤収録曲

### ウラ嵐BEST 2016-2020

#### Disc 1
1. affection [4:25]
  - 48thシングル『復活LOVE』初回限定盤カップリング曲
2. 愛のCollection [3:39]
  - 48thシングル通常盤カップリング曲
3. Bang Bang [3:50]
  - 48thシングル通常盤カップリング曲
4. Are you ready now? [3:49]
  - 48thシングル通常盤カップリング曲
5. ただいま [4:57]
  - 49thシングル『I seek/Daylight』通常盤カップリング曲
6. supersonic [3:09]
  - 49thシングル通常盤カップリング曲
7. 花 [4:58]
  - 50thシングル『Power of the Paradise』通常盤カップリング曲
8. Round and Round [4:33]
  - 51stシングル『I'll be there』初回限定盤カップリング曲
9. unknown [4:23]
  - 51stシングル通常盤カップリング曲
10. Treasure of life [4:37]
  - 51stシングル通常盤カップリング曲
11. お気に召すまま [4:39]
  - 52ndシングル『つなぐ』初回限定盤カップリング曲

松本潤のウラ嵐BESTに選ばれた[13]。
12. Reach for the sky 〜天までとどけ〜 [4:00]
  - 52ndシングル通常盤カップリング曲
13. 抱きしめたい [3:53]
  - 52ndシングル通常盤カップリング曲
14. Under the radar [3:45]
  - 52ndシングル通常盤カップリング曲
15. Winter days [3:40]
  - 53rdシングル『Doors 〜勇気の軌跡〜』初回限定盤1カップリング曲

#### Disc 2
1. NOW or NEVER [4:00]
  - 53rdシングル初回限定盤2・通常盤カップリング曲
2. Perfect Night [3:48]
  - 53rdシングル通常盤カップリング曲
3. BORDER [3:46]
  - 53rdシングル通常盤カップリング曲
4. 街角の恋人たち [4:21]
  - 54thシングル『Find The Answer』初回限定盤カップリング曲
5. Circle [3:29]
  - 54thシングル通常盤カップリング曲
6. Bounce Beat [3:42]
  - 54thシングル通常盤カップリング曲
7. 白が舞う [4:46]
  - 54thシングル通常盤カップリング曲
8. After the rain [4:57]
  - 55thシングル『夏疾風』初回限定盤カップリング曲
9. Midsummer Night's Lover [4:06]
  - 55thシングル通常盤カップリング曲
10. Sparkle [4:17]
  - 55thシングル通常盤カップリング曲
11. White On White [4:06]
  - 56thシングル『君のうた』初回限定盤カップリング曲
12. Sky Again [5:04]
  - 56thシングル通常盤カップリング曲
13. Fake it [3:46]
  - 56thシングル通常盤カップリング曲
14. Count on me [4:24]
  - 56thシングル通常盤カップリング曲
15. Sounds of Joy [4:15]
  - 58thシングル『カイト』通常盤カップリング曲
16. 僕らの日々 [4:09]
  - 58thシングル通常盤カップリング曲

## チャート成績
2021年7月21日に発表された同年7月26日付オリコン週間デジタルアルバムランキングにて、『ウラ嵐BEST 1999-2007』が初週DL数12,756DLを記録し1位、『ウラ嵐BEST 2016-2020』が初週DL数12,708DLを記録し2位、『ウラ嵐BEST 2008-2011』が初週DL数11,949DLを記録し3位、『ウラ嵐BEST 2012-2015』が初週DL数11,500DLを記録し4位を獲得し、『ウラ嵐BEST』が1位から4位を占めた。また、同ランキングの5位には本作と同時配信された『5×20 All the BEST!! 1999-2019 (Special Edition)』がランクインし、オリコン週間デジタルアルバムランキング史上初となるTOP5独占を記録した。
2021年7月28日に発表された同年8月2日付オリコン週間デジタルアルバムランキングにて、『ウラ嵐BEST 2016-2020』が週間DL数2,270DLを記録し1位、『ウラ嵐BEST 1999-2007』が2位、『ウラ嵐BEST 2012-2015』が3位、『ウラ嵐BEST 2008-2011』が4位を獲得し、オリコン週間デジタルアルバムランキング史上初となる同一アーティストによる2週連続TOP4独占を記録した。